# بزیترامید

بزیترامید (انگلیسی: Bezitramide) نوعی ترکیب شیمیایی با 31 اتم کربن است.